# Бейда, Иван Мартынович
Ива́н Марты́нович Бе́йда (2 [15] сентября 1916 года — 9 декабря 1987 года) — советский офицер, участник Великой Отечественной войны, командир взвода разведки роты управления 178-й танковой бригады 10-го танкового корпуса 40-й армии Воронежского фронта, младший лейтенант. Герой Советского Союза (1944), лейтенант запаса (с 1947 года).

## Биография
Родился 2 (15) сентября 1916 года в селе Кузнецово-Михайловка ныне Тельмановского района Донецкой области Украины в семье крестьянина. Украинец. Член ВКП(б) с 1940 года. Окончил неполную среднюю школу. Работал трактористом в МТС.
В Красной армии в 1937—1939 годах и с 1941 года. В боях Великой Отечественной войны с сентября 1941 года.
Командир взвода разведки роты управления 178-й танковой бригады (10-й танковый корпус, 40-я армия, Воронежский фронт) младший лейтенант Иван Бейда и возглавляемая им группа разведчиков 23 сентября 1943 года первыми в бригаде скрытно переправились через Днепр и закрепились на правом берегу у хутора Монастырёк Кагарлыкского района Киевской области. В течение двух дней воины сражались с непрерывно контратакующим врагом. Несмотря на ранение, младший лейтенант Иван Бейда не покинул поле боя.
Указом Президиума Верховного Совета СССР «О присвоении звания Героя Советского Союза генералам, офицерскому, сержантскому и рядовому составу Красной Армии» от 10 января 1944 года за «образцовое выполнение боевых заданий командования на фронте борьбы с немецко-фашистскими захватчиками и проявленные при этом отвагу и геройство» удостоен звания Героя Советского Союза с вручением ордена Ленина и медали «Золотая Звезда» (№ 2370).
После войны продолжал службу в рядах Советской армии. С 1947 года лейтенант И. М. Бейда — в запасе.
Жил в селе Гранитное Тельмановского района Донецкой области. Работал заместителем председателя колхоза имени В. И. Ленина. Проводил большую работу по воспитанию молодежи.
Умер 9 декабря 1987 года.

## Награды
- Медаль «Золотая Звезда» Героя Советского Союза (№ 2370)
- Орден Ленина
- Орден Трудового Красного Знамени
- Орден Отечественной войны I степени
- Орден Красной Звезды
- Медали, в том числе:
  - Медаль «За победу над Германией в Великой Отечественной войне 1941—1945 гг.»
  - Юбилейная медаль «Двадцать лет Победы в Великой Отечественной войне 1941—1945 гг.»
  - Юбилейная медаль «Тридцать лет Победы в Великой Отечественной войне 1941—1945 гг.»
  - Юбилейная медаль «Сорок лет Победы в Великой Отечественной войне 1941—1945 гг.»